# Порденджан
Порденджа́н (перс. پردنجان‎) — небольшой город на юго-западе Ирана, в провинции Чехармехаль и Бахтиария. Входит в состав шахрестана  Фарсан и является юго-восточным пригородом его одноимённого центра.
На 2006 год население составляло 7 370 человек.
Альтернативные названия: Парданджан (Pardanjan), Варданджан (Vardanjan).

## География
Город находится в северной части Чехармехаля и Бахтиарии, в горной местности центрального Загроса, на высоте 2 012 метров над уровнем моря.
Порденджан расположен на расстоянии приблизительно 23 километров к юго-западу от Шехре-Корда, административного центра провинции и на расстоянии 380 километров к юго-западу от Тегерана, столицы страны.